# 458年
| 千纪： | 1千纪                                                                                           |
| 世纪： | 4世纪 \| 5世纪 \| 6世纪                                                                         |
| 年代： | 420年代 \| 430年代 \| 440年代 \| 450年代 \| 460年代 \| 470年代 \| 480年代                       |
| 年份： | 453年 \| 454年 \| 455年 \| 456年 \| 457年 \| 458年 \| 459年 \| 460年 \| 461年 \| 462年 \| 463年 |
| 纪年： | 戊戌年（狗年）；北魏太安四年；南朝宋大明二年；高昌北凉承平十六年                                |

## 大事记

### 羅馬帝國
- 馬約里安皇帝在米塞諾和拉文納建造了一支羅馬艦隊。他通過招募大量僱傭軍（巴斯塔納人、勃艮第人、匈奴人、東哥特人、魯吉人、斯基泰人和蘇埃比人）來加強軍隊。
- 夏季 –汪達爾人在坎帕尼亞登陸（位於麗日河或加里利亞諾河的河口），並摧毀了該地區。